# Jacek Busz
Jacek Busz (ur. 5 października 1922 w Łodzi, zm. 21 lutego 1982 w Warszawie) – polski siatkarz i trener siatkówki. Medalista mistrzostw Polski i zdobywca Pucharu Polski jako zawodnik, trener klubów warszawskich oraz reprezentacji Polski seniorów.

## Życiorys
Karierę sportową rozpoczął w AZS Wrocław, od 1949 był członkiem AZS Warszawa. Z AZS wywalczył brązowy medal mistrzostw Polski w 1950 oraz dwukrotnie Puchar Polski (1950, 1951). W 1950 wystąpił w pięciu towarzyskich spotkaniach reprezentacji Polski. W latach 1952–1953 był trenerem w Legii Warszawa, w latach 1954–1958 w Spójni Warszawa. W połowie 1956 został trenerem męskiej reprezentacji Polski seniorów i w tym samym roku poprowadził ją do czwartego miejsca na mistrzostwach świata. Latem 1958, przed mistrzostwami Europy, zastąpił go w reprezentacji Józef Śliwka. W kolejnych latach pracował m.in. w latach 1961–1962 w Legii Warszawa (ale nie był tam trenerem I zespołu), w latach 1966–1968 w Spójni Warszawa, 1968–1969 w Skrze Warszawa. Był także przewodniczącym rady trenerów przy PZPS, a w latach 1965–1969 przewodniczącym Komisji Metodycznej przy Wydziale Szkolenia PZPS.
Opublikował książki Gramy w siatkówkę (1975), Szkolimy uniwersalnych siatkarzy (1980), a pośmiertnie wydano popularny zarys historii polskiej siatkówki jego autorstwa Mocne przebicia (1982).